# Adalbert Hertel
Adalbert Christian Maria Hertel (* 26. Mai 1868 in Münster; † 27. April 1952 in Köln) war ein deutscher Bildhauer und Kirchenmaler.

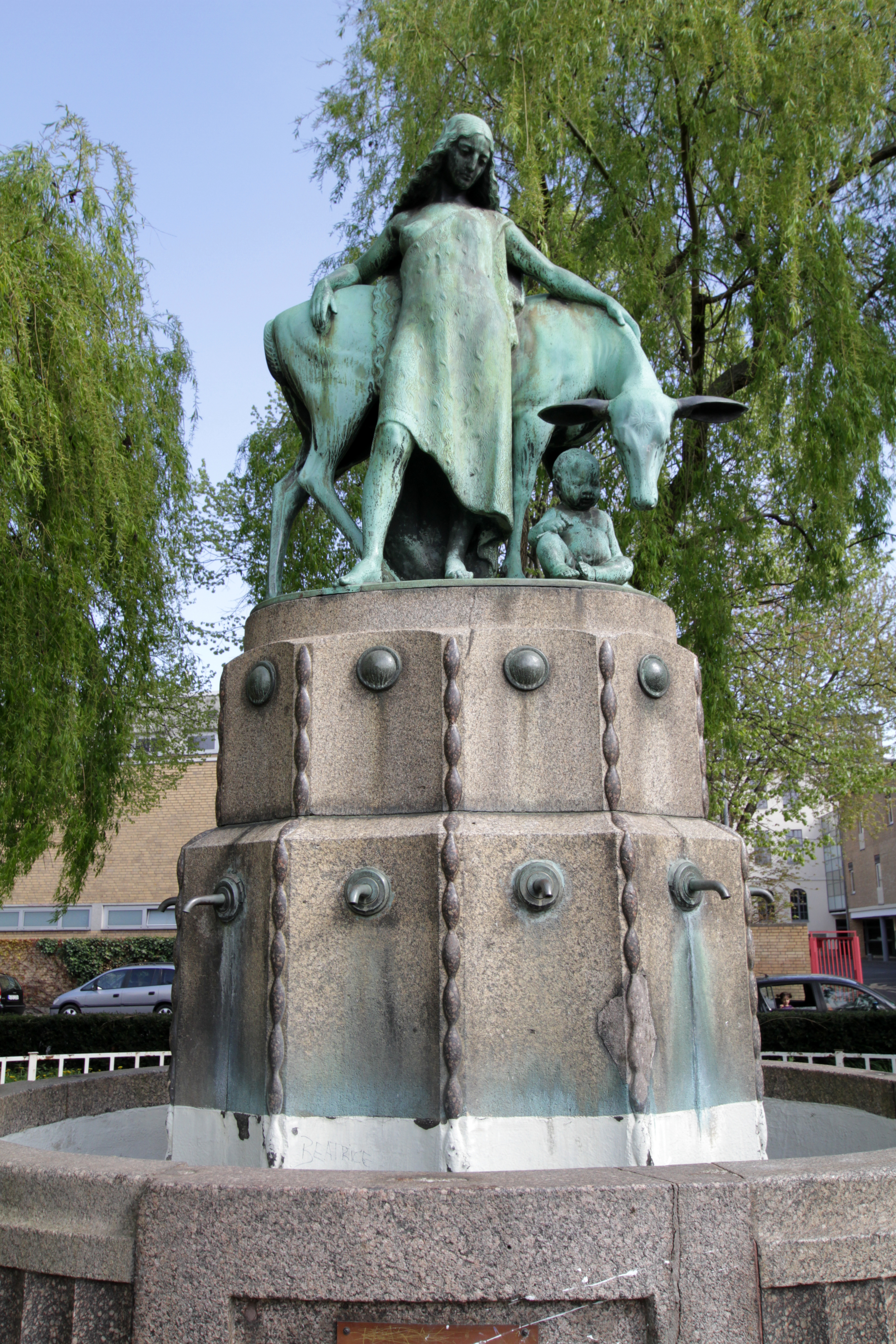
Genovevabrunnen (A. Hertel 1914)

## Leben

### Familie und berufliche Tradition
Adalbert Hertel entstammte der Familie von Hilger Hertel, des aus Köln stammenden nachmaligen Diözesanbaumeisters im westfälischen Münster, deren Mitglieder sich in ihren beruflichen Interessen über Generationen der bildenden Kunst zuwandten. So hatten sich seine älteren Brüder Bernhard und Hilger ebenfalls der Architektur zugewandt und schufen zahlreiche Kirchen und Profanbauten, die sie vorzugsweise im neugotischen Stil entwarfen.
Adalbert Hertel war drittältester Sohn aus der Ehe Hilger Hertels und führte als letzten seiner Vornamen wie sein Vater den Namen Maria. Über Hertels frühe Zeit wurde nicht berichtet, jedoch wurde eine Ausbildung in Karlsruhe angegeben und in Düsseldorf von 1886 bis 1888 an der Kunstakademie in der Bildhauerklasse von August Wittig.

### Wirken als Kölner Familienbetrieb
Hertel heiratete wahrscheinlich schon in Karlsruhe, da dort sein erster Sohn geboren wurde. Er wurde später in Köln ansässig und hatte mehrere Söhne. Der älteste war Kurt Hertel (1895–1944), der in Frankreich fiel, zuvor jedoch wie sein Vater in Köln als Bildhauer arbeitete (mehrere Ehrenmale im Siegkreis) und zudem als Maler zahlreiche Persönlichkeiten porträtierte. Ein weiterer Sohn war Bruno Hertel (1900–1969), der sich in Köln als Architekt niederließ und für seine Brüder verschiedene Grabmale entwarf. Es folgte noch Hellmuth Hertel (1903–1959), der in der Bayenthaler Schillerstraße als Leiter des Ateliers „A. Hertel“, einer Werkstatt für Bildhauerei und Christliche Kunst, tätig war.
Als Arbeiten des Ateliers entstanden Malereien in den Kirchen St. Peter und Hl. Kreuz (?) in Köln, St. Audomar in Frechen, sowie Arbeiten in Großbüllesheim, Vicht und Garzweiler.
Adalbert Hertel schuf 1914 den Genovevabrunnen, den die Fabrikantenwitwe Martin in Auftrag gab und der Stadt Mülheim am Rhein stiftete. Er blieb dem heutigen Kölner Stadtteil Mülheim erhalten.